# Resolutie 2260 Veiligheidsraad Verenigde Naties
Resolutie 2260 van de Veiligheidsraad van de Verenigde Naties werd unaniem door de VN-Veiligheidsraad aangenomen op 20 januari 2016 en reduceerde het militaire contingent van de VN-vredesmacht in Ivoorkust.

## Achtergrond
In 2002 brak in Ivoorkust een burgeroorlog uit tussen de regering in het christelijke zuiden en rebellen in het islamitische noorden van het land. In 2003 leidden onderhandelingen tot de vorming van een regering van nationale eenheid en waren er Franse- en VN-troepen aanwezig. In 2004 zegden de rebellen hun vertrouwen in de regering op en grepen opnieuw naar de wapens. Het noorden van het land werd voornamelijk door deze Forces Nouvelles gecontroleerd. Er werden illegaal diamanten uitgevoerd via de buurlanden en wapens ingevoerd via Burkina Faso, zo concludeerden VN-experts.
Na de presidentsverkiezingen eind 2010 ontstonden wederom onlusten toen zittend president Laurent Gbagbo op post bleef ondanks de internationaal erkende overwinning van Alassane Ouattara. De ontstane crisis leidde tot het uitbreken van een nieuwe burgeroorlog, die duurde tot de arrestatie van Gbagbo in april 2011.

## Inhoud
De presidentsverkiezingen in Ivoorkust van 25 oktober 2015 waren succesvol verlopen, wat een cruciale stap was naar vrede en stabiliteit op lange termijn. Het land had ook belangrijke vooruitgang gemaakt inzake verzoening, stabiliteit, veiligheid, justitie en economisch herstel. De secretaris-generaal had in zijn rapport in december 2015 aanbevolen een kwart van het militaire component van de VN-vredesmacht in Ivoorkust UNOCI terug te trekken. De Veiligheidsraad besloot daarom dat dit militaire component tegen 31 maart 2016 zou worden ingekrompen van 5437 naar 4000 manschappen.

## Verwante resoluties
- Resolutie 2162 Veiligheidsraad Verenigde Naties (2014)
- Resolutie 2226 Veiligheidsraad Verenigde Naties (2015)

Lijst ·  2260 ·  2261 ·  2262 ·  2263 ·  2264 ·  2265 ·  2266 ·  2267 ·  2268 ·  2269 ·  2270 ·  2271 ·  2272 ·  2273 ·  2274 ·  2275 ·  2276 ·  2277 ·  2278 ·  2279 ·  2280 ·  2281 ·  2282 ·  2283 ·  2284 ·  2285 ·  2286 ·  2287 ·  2288 ·  2289 ·  2290 ·  2291 ·  2292 ·  2293 ·  2294 ·  2295 ·  2296 ·  2297 ·  2298 ·  2299 ·  2300 ·  2301 ·  2302 ·  2303 ·  2304 ·  2305 ·  2306 ·  2307 ·  2308 ·  2309 ·  2310 ·  2311 ·  2312 ·  2313 ·  2314 ·  2315 ·  2316 ·  2317 ·  2318 ·  2319 ·  2320 ·  2321 ·  2322 ·  2323 ·  2324 ·  2325 ·  2326 ·  2327 ·  2328 ·  2329 ·  2330 ·  2331 ·  2332 ·  2333 ·  2334 ·  2335 ·  2336